# Luzoni füleskuvik
A luzoni füleskuvik (Otus longicornis) a madarak (Aves) osztályának a bagolyalakúak (Strigiformes) rendjéhez, ezen belül a bagolyfélék (Strigidae) családjához tartozó faj.

## Rendszerezése
A fajt William Robert Ogilvie-Grant angol kutató írta le 1894-ben, a Scops nembe Scops longicornis néven.

## Előfordulása
A Fülöp-szigetekhez tartozó Luzon szigetén honos. Természetes élőhelyei a szubtrópusi és trópusi síkvidéki és hegyi esőerdők. Állandó, nem vonuló faj.

## Megjelenése
Testhossza 19 centiméter.

## Természetvédelmi helyzete
Az elterjedési területe még elég nagy, de csökken, egyedszáma szintén csökken. A Természetvédelmi Világszövetség Vörös listáján nem fenyegetett fajként szerepel.